# Опажај
Опажај је целовит субјективни доживљај извесног скупа дражи који делује на чулне органе. Опажај зависи од дражи које делују на чула, али и од самих чула, сензорне зоне, као и искуства, намера, жеља и потреба појединца, односно организма који опажа.